# Zubki (gromada)
Zubki – dawna gromada, czyli najmniejsza jednostka podziału terytorialnego Polskiej Rzeczypospolitej Ludowej w latach 1954–1972.
Gromady, z gromadzkimi radami narodowymi (GRN) jako organami władzy najniższego stopnia na wsi, funkcjonowały od reformy reorganizującej administrację wiejską przeprowadzonej jesienią 1954 do momentu ich zniesienia z dniem 1 stycznia 1973, tym samym wypierając organizację gminną w latach 1954–1972.
Gromadę Zubki z siedzibą GRN w Zubkach utworzono – jako jedną z 8759 gromad – w powiecie białostockim w woj. białostockim, na mocy uchwały nr 11/V WRN w Białymstoku z dnia 4 października 1954. W skład jednostki weszły obszary dotychczasowych gromad Zubki, Żubry, Skroblaki, Werobie i Narejki oraz obszar l.p. N-ctwa Waliły o pow. 1889,00 ha ze zniesionej gminy Gródek w tymże powiecie. Dla gromady ustalono 12 członków gromadzkiej rady narodowej.
31 grudnia 1959 do gromady Zubki przyłączono obszar zniesionej gromady Bobrowniki, a także wsie Mostowlany i Świsłoczany oraz kolonię Zielonka (Zielona) ze zniesionej gromady Mostowlany.
1 stycznia 1972 do gromady Zubki przyłączono część obszaru zniesionej gromady Jałówka (wsie Dublany i kol. Mostowlany) oraz grunty Państwowego Funduszu Ziemi o powierzchni 456,51 ha w obrębie wsi Sanniki z gromady Górka w powiecie sokólskim.
Gromada przetrwała do końca 1972 roku, czyli do kolejnej reformy gminnej.